# Maastrichter getijdenboek
Het  Maastrichter getijdenboek is een verlucht getijdenboek uit het eerste kwart van de 14e eeuw, waarschijnlijk gemaakt in de omgeving van Luik, met een heiligenkalender voor gebruik in het bisdom Luik. Het wordt vandaag bewaard in de British Library met als signatuur Stowe MS 17. Het handschrift is bekend voor zijn uitbundige margeversiering waarin zeer veel scènes met dieren zijn opgenomen.

## Codicologische beschrijving
Het handschrift is samengesteld uit 273 perkamenten folia van 95 op 70 mm. Er zijn 12 schutbladen in modern papier, 6 vooraan en zes achteraan. Het tekstblok is 50 op 30 mm groot. De tekst is geschreven in één kolom van 13 lijnen per blad. De Latijnse tekst is geschreven in een littera textualis. Het getijdenboek bevat ook een aantal gebeden in het Frans.

## Geschiedenis
Het manuscript is waarschijnlijk afkomstig uit het Maasland (Luik) en zou gemaakt zijn in opdracht van een dame uit de aristocratie die waarschijnlijk op enkele plaatsen in het handschrift is afgebeeld (f18r, f130v, f140r, f157v en f256r). Waar de naam 'Maastrichter Getijdenboek' vandaan komt is niet bekend. De heiligenkalender in het eerste deel bevat weliswaar typisch Maas-Rijnlandse heiligen, maar belangrijke Maastrichtse feestdagen, zoals de Translatie van Sint-Servaas (7 juni) en het feest van de kerkstichters Monulfus en Gondulfus (16 juli), ontbreken. Anderzijds zou het ontbreken van die heiligen niet verbazen als het getijdenboek aan het kapittel van Onze-Lieve-Vrouwe toebehoorde, dit in verband met de rivaliteit tussen het kapittel van Sint-Servaas en dat van Onze-Lieve-Vrouwe. Het manuscript wordt traceerbaar vanaf de late 18e eeuw toen het in het bezit kwam van de eerste hertog van Buckingham en Chandos van Stowe House (bij Buckingham). De tweede hertog verkocht het in 1849 aan Lord Ashburham en in 1883 werd het samen met 1084 andere manuscripten uit de Stowe collectie, aangekocht door het British Museum.

## Inhoud
- ff. 2v-13r: Heiligenkalender
- ff. 18r-139r: Kleine Officie van Onze Lieve Vrouw
- ff. 140r-157r: Boetepsalmen
- ff. 158r-172v: Graduaalpsalmen
- ff. 172v-187r: Litanie van alle heiligen
- ff. 188r-254r: Dodenofficie
- ff. 256r-273r: Diverse gebeden in het Frans

## Verluchting

### Kalender

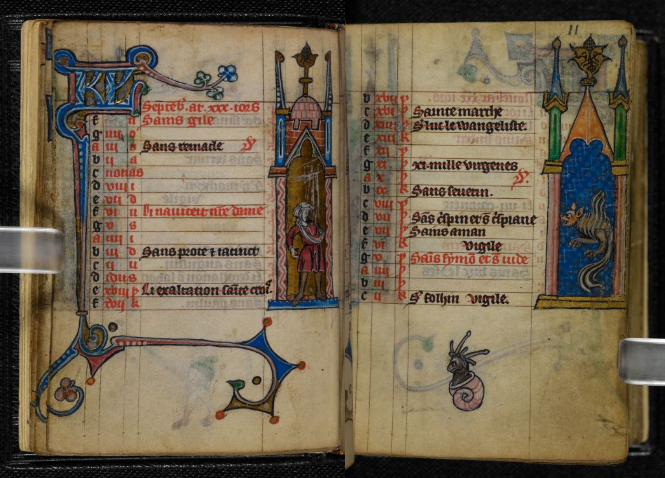
Twee pagina's van de heiligenkalender. Tussen f10v (september) en f11r (oktober) ontbreekt een folio. Te herkennen zijn typisch Maas-Rijnlandse heiligen: Remaclus (3 sept.), Severinus (23 okt.) en Amandus (26 okt.)

Het getijdenboek heeft een verluchte kalender met twee bladzijden voor elke maand. Eén folio ontbreekt met de tweede helft van september en de eerste helft van oktober. De kalenderbladzijden hebben vier kolommen. In de eerste vindt men de zondagsletter, de tweede en de derde geven de dag van de maand uitgedrukt in iden, nonen en kalenden. De vierde kolom bevat de vaste feestdagen en de feestdagen van de heiligen.
Elke pagina heeft in de rechtermarge een architecturale versiering met op de versozijde een figuur die de werken van de maand illustreert en op de rectozijde een afbeelding van het dierenriemteken van de maand. Vanwege het ontbrekende folio is er geen dierenriemtekening van september (weegschaal) en geen werk van de maand oktober. In de ondermarge op de versozijde zijn drôlerieën toegevoegd, zoals een spinnende aap bij de maand maart. De initialen “KL” lopen uit in ornamenten die de ganse marge vullen. Er werd veelvuldig gebruik gemaakt van goud bij het illumineren van de kalender.

### Kleine Officie van Onze Lieve Vrouw
De Mariagetijden worden voorafgegaan door vijf volbladminiaturen. Alle miniaturen zijn gevat in een architectonisch kader met op de hoeken medaillons waarin personen of engelen zijn afgebeeld. Ook in deze miniaturen is royaal gebruik gemaakt van bladgoud. We zien achtereenvolgens:
- f13v: De heilige Catharina en de heilige Agnes met in de medaillons mannenfiguren die boekrollen vasthouden
- f14v: Twee vrouwelijke heiligen, misschien de heilige Agatha en de heilige Appolonia, omringd door musicerende engelen in de medaillons
- f15v: De geboorte van Christus met musicerende engelen in de medaillons
- f16v: De aankondiging aan de herders met in het medaillon links boven de boodschapper en in de andere medaillons mannen met boekrollen.
- f17v: De aanbidding der wijzen met vierpassen in plaats van medaillons. In de vierpassen zijn musicerende engelen afgebeeld.

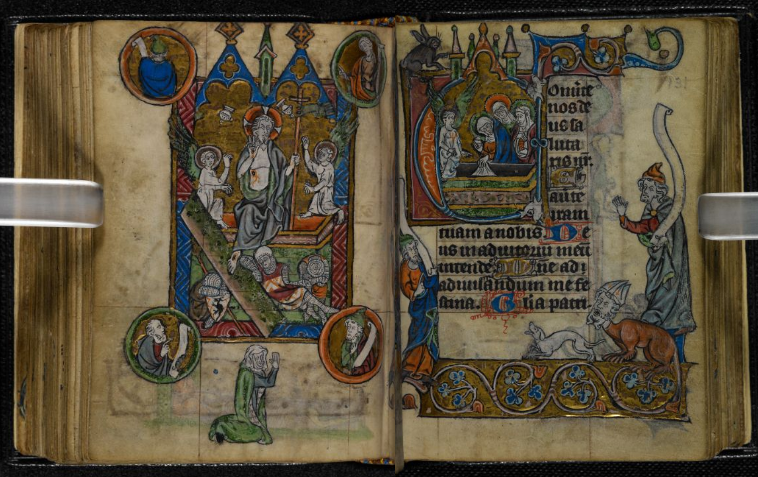
Dubbele pagina bij de completen (f130v-f131r). Links de opstanding, rechts de drie Maria's. Linksonder mogelijk een portret van de eigenaresse van het gebedenboek. Rechts twee mannen met boekrollen (profeten?), een hond en een hond met een bisschopshoofd

De Mariagetijden zelf openen met een gehistorieerde initiaal van 10 lijnen hoog. De initiaal versierd met een Madonna met Kind. De andere gebedsstonden worden telkens voorafgegaan door een volbladminiatuur met een afbeelding uit de passie van Christus op de verso bladzijde. De begininitiaal op de recto zijde (7 à 8 lijnen hoog) is telkens gehistorieerd, zoals de miniaturen met scènes uit het lijdensverhaal. Aan de pagina met de gehistorieerde initiaal is steeds een architecturale boord met heiligen of andere personen toegevoegd en de rectozijde wordt onderaan afgesloten met een boord met florale motieven en medaillons, waarmee soms andere voorstellingen zijn verbonden. Daarnaast zijn soms losse figuren of grotesken toegevoegd in de marges. De Mariagetijden bevatten de volgende miniaturen en initialen:
- f18r: Metten: Initiaal (10 lijnen) met Madonna en Kind
- f52v-f53r: Lauden: Miniatuur met de aanhouding van Christus en initiaal met de bespotting van Christus
- f71v-f72r: Priem: Miniatuur met Christus voor Annas en Kajafas en initiaal met Pontius Pilatus die zijn handen wast (in onschuld)
- f88v-f89r: Terts: Miniatuur met de geseling van Christus en in de initiaal zien we Christus die ontdaan wordt van zijn kleding en bespot wordt
- f98v-f99r: Sext: Miniatuur met de kruisdraging en in de initiaal wordt Christus zijn opperkleed uitgetrokken
- f107v-f108r: None: Miniatuur met de kruisiging met in de medaillons de symbolen van de vier evangelisten. In de gehistorieerde initiaal zien we twee mannen met een ladder die zich klaarmaken voor de kruisafname.
- f116v-f117r: Vespers: Miniatuur met de kruisafname met weerom de evangelistensymbolen in de medaillons. In de initiaal wordt het wassen en balsemen van het lichaam van Christus afgebeeld.
- f130v-f131r: Completen: In de miniatuur zien we de opstanding van Christus uit het graf en in de initiaal de drie Maria's bij het lege graf.

### De andere onderdelen

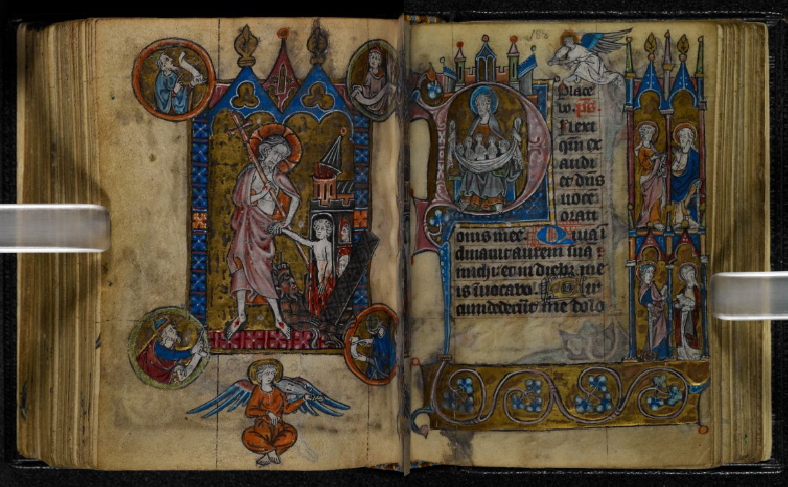
Dubbele pagina bij het Dodenofficie (f187v-f188r): Christus in het voorgeborchte en zielen in de schoot van Abraham

In de volgende onderdelen van het getijdenboek worden nog volbladminiaturen gebruikt, soms met een bijgaande gehistorieerde initiaal, om de verschillende teksten in te leiden.
- f139v-f140r: Boetepsalmen: Miniatuur met een voorstelling van het ‘Noli me tangere’. In de initiaal zien we een vrouw die gezegend wordt
- f157v: Graduaalpsalmen: Miniatuur met een vrouw (de opdrachtgeefster ?) in gebed voor een kruisbeeld omringd door musicerende engelen in de medaillons. Geen initiaal
- f187v-f188r: Dodenofficie: Miniatuur van Christus die het voorgeborchte van de hel bezoekt en in de initiaal een afbeelding van de zielen die rusten in de “schoot van Abraham”.
- f255v-256r: De gebeden in het Frans worden voorafgegaan door een miniatuur over het leven van Theophilus van Adana, die een pact met de duivel zou hebben gesloten. In de initiaal ziet men een biddende man.

## Margedecoratie
Naast de beschreven miniaturen en gehistorieerde initialen, zijn er talloze versierde en bewoonde initialen van 3 lijnen hoog en kleine hoofdletters van een lijn hoog, die zijn ingekleurd en dikwijls versierd met fleuronné penwerk. Nagenoeg alle grotere initialen (drie lijnen) groeien uit tot uitbundige margeversiering meestal bewoond door dieren en fantasiewezens (grotesken). Ook de pagina’s waarop geen grotere initiaal werd geschilderd hebben uitbundige margeversiering met zeer uiteenlopende thema’s, van religieus tot scabreus (drôlerieën), waarin dikwijls dieren de hoofdrol spelen. Op f243v bedient een ezel een katapult om stenen weg te slingeren en zijn het honden die een burcht bezet door apen aanvallen. Op f240r zien we een aap die mensen vangt met een vogelnet. Op f51r zien we een dame op consult bij dokter aap, op f59r een verliefd koppeltje in de tuin en op f62r een dame in conversatie met een chique aap. Op elke bladzijde vindt men andere scènes en andere figuren. Zelfs bij ernstige miniaturen zoals de geseling van Christus vinden we onderaan in de marge een aap afgebeeld. Dankzij de vele afbeeldingen leverde het manuscript een schat aan informatie over middeleeuwse muziekinstrumenten, wapens en oorlogsvoering, landbouw, jacht, artisanale bezigheden, kleding en dergelijke meer.

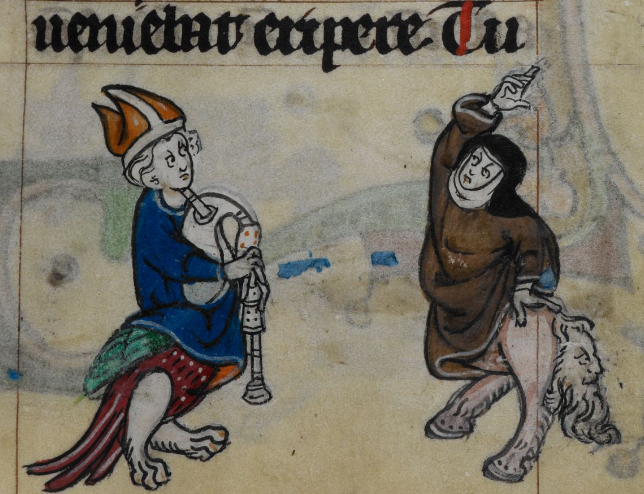
Musicerende bisschop en dansende non, beiden met dierlijk onderlijf (f49r)
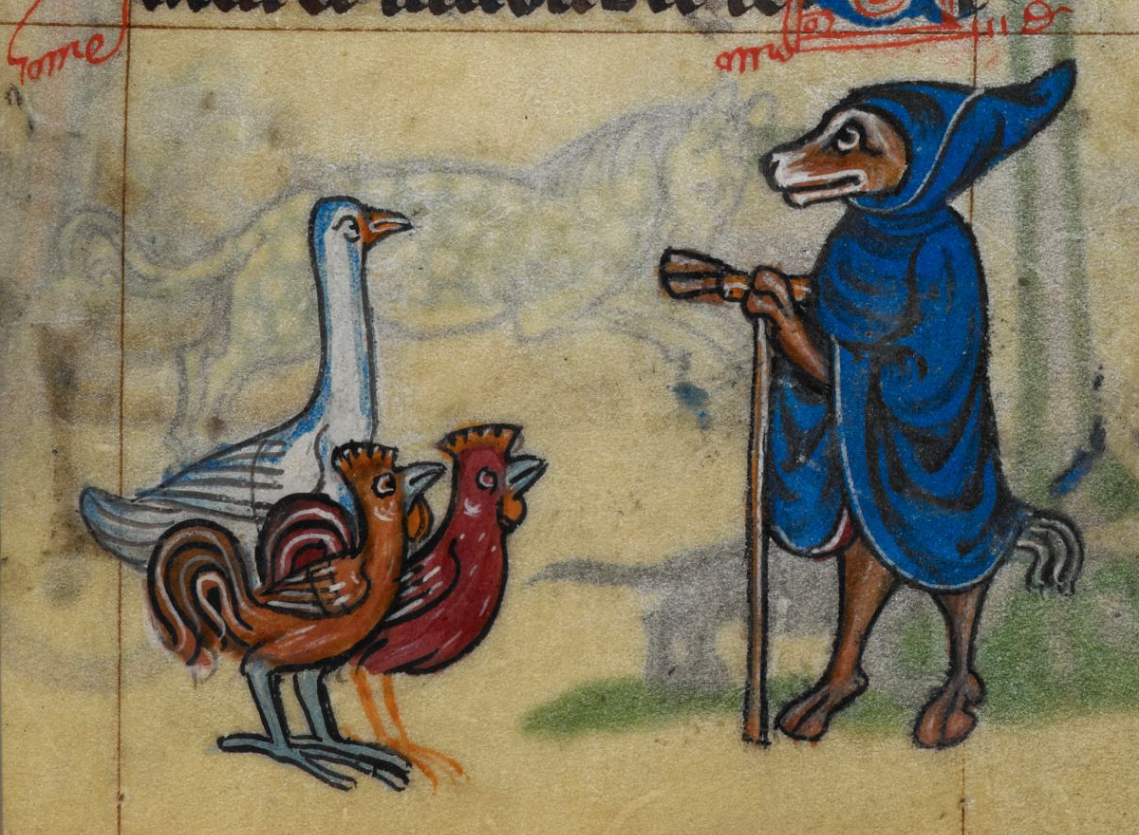
De vos die voor de ganzen preekt (f84r)
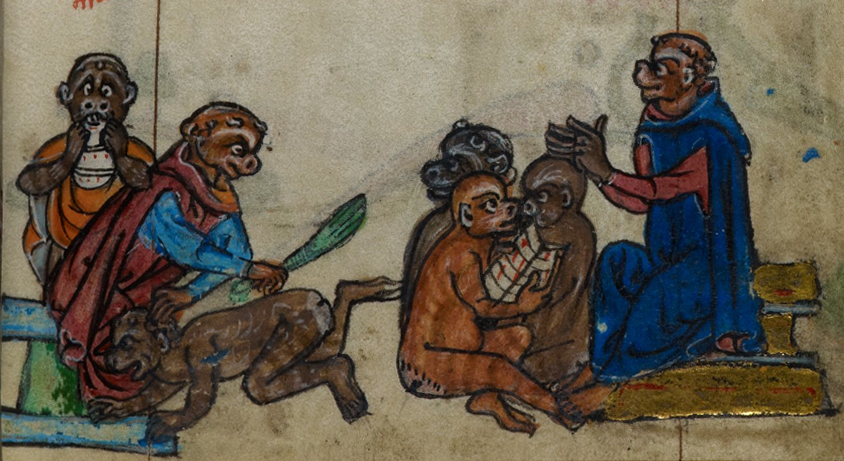
Apenschool (f109r)
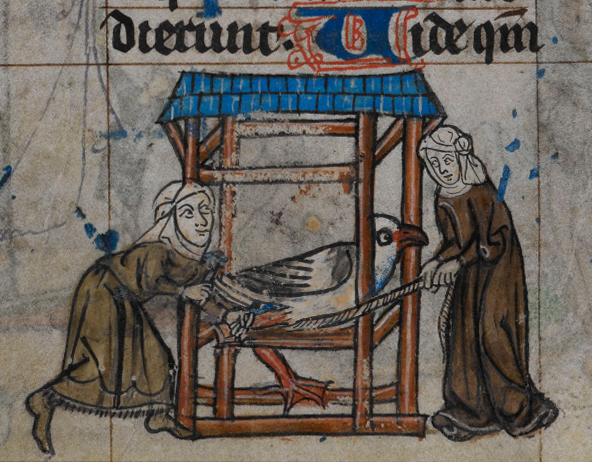
Vrouwen die een grote vogel gevangen hebben (f112v)

## Weblinks
- Monkeying Around with the Maastricht Hours
- Maastricht Hours online bekijken.